# NGC 7205
NGC 7205 је спирална галаксија у сазвежђу Индијанац која се налази на NGC листи објеката дубоког неба.
Деклинација објекта је - 57° 26' 33" а ректасцензија 22h 8m 33,2s. Привидна величина (магнитуда) објекта NGC 7205 износи 10,8 а фотографска магнитуда 11,6. Налази се на удаљености од 20,099 милиона парсека од Сунца. NGC 7205 је још познат и под ознакама ESO 146-9, AM 2205-574, PGC 68128.